# Polypedilum acutulum
Polypedilum acutulum är en tvåvingeart som beskrevs av Emmanuel Adeoye Oyewo och Ole Anton Saether 1998. Polypedilum acutulum ingår i släktet Polypedilum och familjen fjädermyggor. Inga underarter finns listade i Catalogue of Life.